# 真駒內車站
真駒內車站（日语：／ Makomanai eki */?）是一位於日本北海道札幌市南區真駒內17番地，隸屬於札幌市交通局的地下鐵車站。真駒內車站是札幌市營地下鐵南北線的南端終點站，車站編號N16。

## 車站構造
1面2線島式月台的高架車站。站舍沿南北向呈細長型。2樓為月台、1樓為售票機、北閘口、南閘口、巴士總站。

### 月台配置
| 月台 | 路線   | 目的地               |
| ---- | ------ | -------------------- |
| 1、2 | 南北線 | 大通、札幌、麻生方向 |

## 相鄰車站
札幌市營地下鐵
 南北線
自衛隊前（N15）－真駒內（N16）